# قضاء بئر السبع
قضاء بئر السبع (بالإنجليزية: District of Beersheba) هو تقسيم إداري سابق في فلسطين التاريخية يعود لفترة الإنتداب البريطاني (بين 1920 وحتى 1948)، مركزه مدينة السبع. يقع في الجزء الجنوبي لفلسطين، ويحاذيه كل من قضاء الخليل وقضاء غزة من الشمال، والحدود الأردنية والبحر الميت من الشرق، و الحدود المصرية من الجنوب والغرب، كما يطل على خليج العقبة في أقصى الحنوب. وتشكل صحراء النقب السواد الأعظم من مساحة هذا القضاء.